# Smiliinae
Smiliinae (лат.) — подсемейство равнокрылых насекомых из семейства горбаток (Membracidae).

## Распространение и описание
Неотропика и Неарктика (от тропиков до регионов с умеренным климатом). Интродуцированы в Палеарктику и Океанию. Пронотум разнообразной формы, простой, вздутый, с шипами, выступает назад и нависает над скутеллюмом. Часть представителей обладают крупными выростами и шипами необычной формы на груди (Cyphonia, Thuris fenestratus, Lallemandia). В передних крыльях жилка r-m отсутствует. Голени простые. Тазики и вертлуги задних ног невооружённые. Голени задней пары ног с 3 продольными рядами капюшоновидных сет (cucullate setae; исключения наблюдаются в трибе Thuridini, где нет ряда I и у некоторых представителей трибы Polyglyptini, у которых нет рядов I и III)  
.

## Систематика
10 триб, более 80 родов
- Acutalini Fowler, 1895
- Amastrini Goding, 1926
- Ceresini Goding, 1892
- Micrutalini Haupt, 1929[4]
- Polyglyptini Goding, 1892
- Quadrinareini  Deitz, 1975
- Smiliini  Stål, 1866
- Telamonini  Goding, 1892
- Thuridini  Deitz, 1975
- Tragopini  Stål, 1866
- incertae sedis
  - Antianthe  Fowler, 1895
  - Hemicardiacus  Plummer, 1945
  - Smilirhexia  McKamey, 2008[5]
  - Tropidarnis  Fowler, 1894